# Ноель Кінселла
Ноель Александер Кінселла (англ. Noël Alexander Kinsella; 28 листопада 1939, Сент-Джон, Нью-Брансвік — 6 грудня 2023) — канадський політик й університетський викладач. Голова Комісії з прав людини Нью-Брансвіка (1967—1989), речник Сенату Канади (2006—2014).

## Біографія
Народився в Сент-Джоні (Нью-Бранвік) 1939 року, там же закінчив початкову та середню школу. Вищу освіту здобув за кордоном: ступінь бакалавра в Університетському коледжі Дубліна (Ірландія), ступеня ліценціату та доктора філософії в Папському університеті Святого Томи Аквінського та ступеня ліценціату та доктора богослов'я (STD) в Латеранському університеті.
Повернувшись до Нью-Брансвіка у 1960-ті роки, доєднався до у боротьби чорношкірої громади Сент-Джона за рівність і проти расової дискримінації. Брав участь у написанні закону про права людини Нью-Брансвіка та заснування провінційної Комісії з прав людини у 1967 році. Став першим головою комісії та залишався на цій посаді до 1989 року. На цій посаді продовжував боротьбу проти расової дискримінації, брав участь у прийнятті численних поправок до законів провінції та у ключових судових процесах у сфері захисту цивільних прав. На початку 1980-х років брав участь у федерально-провінційних конференціях, результатом яких стали патріація конституції та прийняття Канадської хартії прав і свобод. Обіймав посади в національних правозахисних організаціях, зокрема посаду президента Канадського фонду прав людини та Канадської асоціації агентств з юридично закріплених прав людини, захищав права Перших народів Канади в Комітеті з прав людини ООН у рамках слухань у справі «Сандри Лавлейс проти Канади».
Одночасно із правозахисною діяльністю розпочав кар'єру університетського викладача. Вів курси в Університеті Святого Томи (Фредериктон) загалом протягом 41 року, викладав психологію, філософію та теорію громадянських прав, пізніше входив до ради опікунів університету. Член колегії психологів Нью-Брансвіка.
У вересні 1990 року призначений прем'єр-міністром Браяном Малруні до Сенату Канади. 1994 року, представляючи Прогресивно-консервативну партію, став парламентським організатором опозиції. З 1997 до 2004 рік — заступник лідера опозиції в Сенаті, у жовтні 2004 року, після формування нової Консервативної партії, обраний лідером опозиції й обіймав цю посаду до 2006 року. У лавах партії мав репутацію «червоного торі», підтримував кандидатуру Пітера Маккея на виборах лідера Консервативної партії у 2003 році. 8 лютого 2006 року за поданням прем'єр-міністра Стівена Гарпера Кінселла призначений спікером Сенату і залишався на цій посаді до виходу на пенсію у листопаді 2014 року.
Після виходу на пенсію входив до консультативної ради Канадського музею прав людини. Помер у грудні 2023 року у віці 84 років, залишивши по собі дружину Енн Конлі Кінселлу.

## Визнання
Ноель Кінсела мав титул лицаря Суверенного Єрусалимського ордена імені св. Іоанна, Родосу та Мальти та лицаря британського ордена святого Іоанна. Був почесним капітаном Королівських ВМФ Канади та почесним доктором Університету Святого Томи, Університетського коледжу Дубліна та Домініканського університетського коледжу (Оттава).